# São José do Xingu
São José do Xingu is een gemeente in de Braziliaanse deelstaat Mato Grosso. De gemeente telt 4.218 inwoners (schatting 2009).